# Gräfenroda
Gräfenroda település Németországban, azon belül Türingiában. Lakosainak száma 3158 fő (2017. december 31.). Gräfenroda Gehlberg községgel határos.

## Népesség
A település népességének változása:

| 2017 | 3 158 |